# SFW (film)
Pour les articles homonymes, voir SFW.
Pour plus de détails, voir Fiche technique et Distribution.
SFW (pour So Fucking What) est un film américain réalisé par Jefery Levy, sorti en 1994.

## Synopsis
Pris en otage par des terroristes, le jeune Cliff Spab surnommé KH devient une célébrité du jour au lendemain lorsqu'il est libéré. Mais Cliff n'est qu'un adolescent anticonformiste, trop blasé pour apprécier cette soudaine reconnaissance. Une attitude qui va faire des émules...

## Fiche technique
- Titre : SFW
- Réalisation : Jefery Levy
- Scénario : Danny Rubin et Jefery Levy, d'après le roman de Andrew Wellman
- Musique : Graeme Revell
- Photographie : Peter Deming
- Montage : Lauren Zuckerman
- Décors : Eve Cauley
- Costumes : Debra McGuire
- Production : Dale Pollock (en), Michael Nelson, Gloria Lopez et Sigurjon Sighvatsson
- Sociétés de production : A&M Films, PolyGram Filmed Entertainment et Propaganda Films
- Pays d'origine : États-Unis
- Format : Couleurs - 1,85:1 - Dolby - 35 mm
- Genre : Comédie dramatique
- Durée : 96 minutes
- Dates de sortie : 15 septembre 1994 (festival de Toronto), 20 janvier 1995 (États-Unis)

## Distribution
- Stephen Dorff (VF : David Krüger) : Cliff Spab
- Reese Witherspoon (VF : Anneliese Fromont) : Wendy Pfister
- Jake Busey : Morrow Streeter
- Joey Lauren Adams : Monica Dice
- Pamela Gidley : Janet Streeter
- David Barry Gray : Scott Spab
- Jack Noseworthy : Joe Dice
- Richard Portnow : Gerald Parsley
- Edward Wiley : M. Spab
- Lela Ivey (it) : Mme Spab
- Natasha Gregson Wagner : Kristen
- Annie McEnroe : Dolly
- Virgil Frye (en) : Earl
- Francesca Roberts : Kim Martin
- Soon-Tek Oh : Milt Morris
- Tobey Maguire : Al

 Source et légende : version française (VF) sur RS Doublage